# Langford Baker
Langford Baker (29 tháng 3 năm 1879 – 20 tháng 5 năm 1964) là một cầu thủ bóng đá người Anh thi đấu ở vị trí tiền đạo tầm xa. Ông thi đấu cho Lowestoft Town trong trận chung kết FA Amateur Cup năm 1900.